# Hymenodiscus beringiana
Hymenodiscus beringiana är en sjöstjärneart som först beskrevs av Korovchinsky 1967.  Hymenodiscus beringiana ingår i släktet Hymenodiscus och familjen Brisingidae. Inga underarter finns listade i Catalogue of Life.